# Memphis (musical)
Memphis è un musical con musiche e testi di David Bryan e libretto e testi di Joe DiPietro. Vagamente basato sulla figura del disc jockey di Memphis Dewey Phillips, uno dei primi dj bianchi che hanno suonato black music negli Anni Cinquanta, ha esordito a Broadway dal 19 ottobre 2009 al 5 agosto 2012. Questa produzione ha vinto quattro Tony Awards nell'edizione del 2010, tra cui quello di Miglior Musical. Lo spettacolo era già stato messo in scena presso il North Shore Music Theatre a Beverly (Massachusetts) e TheatreWorks a Mountain View, in California, durante la stagione 2003-2004, così come al Fifth Avenue Theatre a Seattle durante la stagione 2008-2009.

## Produzioni

### Off-Broadway
La storia per Memphis venne sviluppata dal produttore teatrale George W. George. Dopo produzioni al North Shore Music Theatre a Beverly, in Massachusetts e al TheatreWorks a Mountain View, in California durante la stagione 2003-2004, il musical andò in scena con la compagnia La Jolla Playhouse a San Diego dal 19 agosto al 28 settembre 2008 e al Fifth Avenue Theatre di Seattle dal 27 gennaio al 15 febbraio 2009.

### Broadway
Diretto da Christopher Ashley e con le coreografie di Sergio Trujillo, la produzione di Broadway ha avuto un'anteprima al Teatro Schubert il 23 settembre 2009 per poi iniziare regolarmente il 19 ottobre. Il cast comprendeva molti di coloro che avevano recitato nei precedenti allestimenti, tra cui Chad Kimball come Huey Calhoun e Montego Glover come Felicia Farrell. Nella produzione erano presenti il costumista Paul Tazewell e lo scenografo David Gallo. Questa produzione ha vinto come miglior musical nella divisione Live Theatre un Golden Icon Awards, e quattro Tony Award tra cui Miglior Musical, e quattro Drama Desk Award.
Lo show ha chiuso il 5 agosto del 2012, dopo 30 anteprime e 1.165 spettacoli.
La produzione allestita a Broadway è stato filmata durante le rappresentazioni dal 18 al 21 gennaio 2011 in alta definizione: il prodotto finale, diretto da Don Roy King e con Matt Kaplowitz come produttore, è stato proiettato a livello nazionale dal 28 aprile al 3 maggio 2011.

### Tour statunitense
In contemporanea con Broadway è partito tour nazionale iniziato presso il teatro Orpheum a Memphis, in Tennessee, nell'ottobre 2011. Bryan Fenkart interpretava il ruolo di Huey Calhoun, e Felicia Boswell quello di Felicia Farrell. Altri membri del cast erano Quentin Earl Darrington, Rhett George, Will Mann, Julie Johnson e William Parry.

### West End
Il 21 febbraio 2014 è stato confermato che dal 23 ottobre lo show sarebbe andato in scena presso lo Shaftesbury Theatre del West End, dopo un'anteprima il 9 ottobre 2014. Il cast include Beverley Knight nel ruolo di Felicia, e Killian Donnelly nel ruolo di Huey. Dopo essere stato candidato in otto diverse categorie nel prestigioso premio Laurence Olivier Awards ne ha vinte due come miglior coreografia e migliore sound design. Rachel John ha interpretato Felicia nelle ultime settimane di repliche nel West End.

### Giappone
Con la regia di Ed Sylvanus Iskandar e la coreografia di Jeffrey Page, ha esordito all'Akasaka ACT Theater a Tokyo il 30 gennaio 2015. Nel cast Koji Yamamoto impersona Huey Calhoun, e Megumi Hamada Felicia Farrell.

### Italia
Viene portato in scena, per la prima volta in Italia, al Teatro Comunale di Cesenatico dal 23 al 26 febbraio 2017 dalla compagnia N.D.O. New Dance Organization.

## Riconoscimenti

### Broadway
| Anno | Premio           | Categoria                                                  | Nominee                       | Risultato       | Note   |
| ---- | ---------------- | ---------------------------------------------------------- | ----------------------------- | --------------- | ------ |
| 2010 | Tony Award       | Tony Award al miglior musical                              | Tony Award al miglior musical | Vincitore/trice | [ 21 ] |
| 2010 | Tony Award       | Tony Award al miglior libretto di un musical               | Joe DiPietro                  | Vincitore/trice | [ 21 ] |
| 2010 | Tony Award       | Tony Award alla migliore colonna sonora originale          | David Bryan e Joe DiPietro    | Vincitore/trice | [ 21 ] |
| 2010 | Tony Award       | Tony Award al miglior attore protagonista in un musical    | Chad Kimball                  | Candidato/a     | [ 21 ] |
| 2010 | Tony Award       | Tony Award alla miglior attrice protagonista in un musical | Montego Glover                | Candidato/a     | [ 21 ] |
| 2010 | Tony Award       | Tony Award alla miglior regia di un musical                | Christopher Ashley            | Candidato/a     | [ 21 ] |
| 2010 | Tony Award       | Tony Award alla miglior orchestrazione                     | Daryl Waters e David Bryan    | Vincitore/trice | [ 21 ] |
| 2010 | Tony Award       | Tony Award ai migliori costumi                             | Paul Tazewell                 | Candidato/a     | [ 21 ] |
| 2010 | Drama Desk Award | Outstanding Musical                                        | Outstanding Musical           | Vincitore/trice | [ 22 ] |
| 2010 | Drama Desk Award | Outstanding Book of a Musical                              | Joe DiPietro                  | Candidato/a     | [ 22 ] |
| 2010 | Drama Desk Award | Outstanding Actor in a Musical                             | Chad Kimball                  | Candidato/a     | [ 22 ] |
| 2010 | Drama Desk Award | Outstanding Actress in a Musical                           | Montego Glover                | Vincitore/trice | [ 22 ] |
| 2010 | Drama Desk Award | Outstanding Choreography                                   | Sergio Trujillo               | Candidato/a     | [ 22 ] |
| 2010 | Drama Desk Award | Outstanding Music                                          | David Bryan                   | Vincitore/trice | [ 22 ] |
| 2010 | Drama Desk Award | Outstanding Orchestrations                                 | Daryl Waters and David Bryan  | Vincitore/trice | [ 22 ] |

### West End
| Anno | Premio                  | Categoria                                                               | Nomina                                              | Risultato       |
| ---- | ----------------------- | ----------------------------------------------------------------------- | --------------------------------------------------- | --------------- |
| 2015 | Laurence Olivier Awards | Laurence Olivier Award al migliore spettacolo nuovo                     | Laurence Olivier Award al migliore spettacolo nuovo | Candidato/a     |
| 2015 | Laurence Olivier Awards | Laurence Olivier Award al miglior attore in un musical                  | Killian Donnelly                                    | Candidato/a     |
| 2015 | Laurence Olivier Awards | Laurence Olivier Award alla migliore attrice in un musical              | Beverly Knight                                      | Candidato/a     |
| 2015 | Laurence Olivier Awards | Laurence Olivier Award al miglior attore non protagonista in un musical | Rolan Bell                                          | Candidato/a     |
| 2015 | Laurence Olivier Awards | Laurence Olivier Award al miglior attore non protagonista in un musical | Jason Pennycooke                                    | Candidato/a     |
| 2015 | Laurence Olivier Awards | Laurence Olivier Award alla migliore coreografia                        | Sergio Trujillo                                     | Vincitore/trice |
| 2015 | Laurence Olivier Awards | Laurence Olivier Award ai migliori costumi                              | Paul Tazewell                                       | Candidato/a     |
| 2015 | Laurence Olivier Awards | Laurence Olivier Award al miglior sound design                          | Gareth Owen                                         | Vincitore/trice |
| 2015 | Laurence Olivier Awards | Laurence Olivier Award al miglior arrangiamento in un musical           | David Bryan, Joe DiPietro, Tim Sutton               | Candidato/a     |
| 2015 | Whatsonstage.com Award  | Whatsonstage.com Award al migliori nuovo musical                        | Whatsonstage.com Award al migliori nuovo musical    | Vincitore/trice |